# Sally Field
Sally Margaret Field (Pasadena, Califòrnia, 6 de novembre de 1946) és una actriu estatunidenca, dues vegades premiada amb l'oscar a la millor actriu i tres amb el premi Emmy. És igualment productora de cinema, realitzadora i guionista.

## Biografia
Després d'una infantesa a Califòrnia amb pares divorciats, Sally Field fa estudis superiors a Birmingham on s'interessa pel teatre. Després de cursos continus a la Columbia i alguns càstings, comença una carrera per a la televisió, en els anys 1960, que la fa molt popular, sobretot gràcies a les seves interpretacions de personatges jovials i extremadament positius.
En els anys 1970, cansada del seu repertori habitual, decideix formar-se amb Lee Strasberg. Imbuïda dels seus preceptes, es gira cap a papers més complexos, com el telefilm Sybil on interpreta una jove afectada de trastorn dissociatiu de la personalitat. Tot i que la seva actuació és premiada amb un Emmy, fracassa pel seu fosc paper amb el públic, acostumat a les interpretacions còmiques de l'actriu. Aquest èxit assegura la seva credibilitat en el registre dramàtic i li obre les portes del cinema. Sembla en principi privilegiar obres del circuit independent, compromeses i consagrades a les causes polítiques progressistes. Guanya els seus galons d'estrella internacional gràcies al seu paper d'obrera sindicalista a Norma Rae de Martin Ritt que li suposa el Premi a la interpretació femenina del Festival de Canes 1979 i l'Oscar a la millor actriu. Després, tant en la comèdia com en el drama, l'actriu destaca en el registre de la interpretació naturalista i la composició de personatges voluntaris, lluitadors i carismàtics, amb els quals l'espectador es pot fàcilment identificar i després finalment acostar-s'hi. El seu paper de vídua que reprèn l'explotació de la granja familiar a Places in the Heart de Robert Benton, vast fresc provincià d'accent bucòlic, li permet embutxacar-se un nou Oscar el 1985. Sembla que li agrada interpretar les mares-valor plenes d'ànim i d'esperança davant l'adversitat com en el controvertit Not Without My Daughter de Brian Gilbert el 1991, on encarna una súbdita americana retinguda, amb la seva filla, presa a l'Iran pel seu marit. També destaca com a dona activa, sortida d'un medi socioprofessional que li dicta la seva conducta existencial, com a Steel Magnolias on dona la rèplica a Julia Roberts o més recentment a Una rossa molt legal 2, on interpreta una diputada desproveïda d'escrúpols quan es tracta de servir la causa dels grans lobbys que la manté al seu lloc estratègic. Les seves interpretacions, fins i tot en segons papers, sempre són apreciades pel gran públic, sobretot les de Mrs Doubtfire de Chris Colombus i Forrest Gump de Robert Zemeckis.
Molt prolífica, treballa molt per a la televisió on produeix, escriu i realitza diverses pel·lícules. Premiada als Emmys el 2007 per a Brothers and Sisters , en el seu discurs d'agraïments va fer una violenta acusació contra la guerra, apuntant sense anomenar-la la política de George W. Bush a l'Iraq. Les seves paraules han estat en part censurades per la cadena Fox.
La seva mare, Maggie, i el seu sogre Jock Mahoney també eren actors.
Casada i després divorciada dues vegades, és mare de tres fills. Els seus dos primers fills semblen voler seguir els seus passos llançant-se a una carrera artística: el seu gran, Peter Craig és novel·lista i el seu fill petit Eli Craig és director i actor.
Sally Field va viure amb l'actor Burt Reynolds molts anys.

## Filmografia
- 1965: Gidget (sèrie TV):Frances Elizabeth 'Gidget' Lawrence
- 1967: El camí de l'oest (The Way West): Mercy McBee
- 1967: Sister Bertrille (Elsie Ethrington)
- 1971: Maybe I'll Come Home in the Spring (TV):Denise 'Dennie' Miller
- 1971: Hitched (TV):Roselle Bridgeman
- 1971: Marriage: Year One (TV):Jane Duden
- 1971: Mongo's Back in Town (TV):Vikki
- 1972: Home for the Holidays (TV): Christine Morgan
- 1973: The Girl with Something Extra (sèrie TV):Sally Burton
- 1976: Els autèntics (Stay Hungry): Mary Tate Farnsworth
- 1976: Bridger (TV): Jennifer Melford
- 1976: Sybil (TV): Sybil Dorsett
- 1977: Smokey and the Bandit:Carrie / 'Frog'
- 1977: Heroes:Carol Bell
- 1978: The End: Mary Ellen
- 1978: Hooper, l'increïble (Hooper): Gwen Doyle
- 1979: Norma Rae: Norma Rae
- 1979: Més enllà de l'aventura del Posidó (Beyond the Poseidon Adventure): Celeste Whitman
- 1980: Smokey and the Bandit II: Carrie / 'Frog
- 1981: Back Roads: Amy Post
- 1981: Sense malícia (Absence of Malice): Megan Carter
- 1981: All the Way Home (TV): Mary Follet
- 1982: Kiss Me Goodbye: Kay Villano
- 1984: En un racó del cor (Places in the Heart): Edna Spalding
- 1985: L'amor de Murphy (Murphy's Romance):Emma Moriarty
- 1987: Capitulació (Surrender):Daisy Morgan
- 1988: Punchline: Lilah Krytsick
- 1989: Magnòlies d'acer (Steel Magnolias): M'Lynn Eatenton
- 1991: No sense la meva filla (Not Without My Daughter): Betty Mahmoody
- 1991: Escàndol al plató (Soapdish): Celeste Talbert / Maggie
- 1993: Homeward Bound:The Incredible Journey: Sassy (veu)
- 1993: Mrs. Doubtfire: Miranda Hillard
- 1994: Forrest Gump: Mrs. Gump
- 1995: A Woman of Independent Means (fulletó TV): Bess Alcott Steed Garner
- 1996: Eye for an Eye: Karen McCann
- 1996: Homeward Bound 2:Lost in San Francisco: Sassy (veu)
- 1997: Merry Christmas, George Bailey (TV): Mrs. Bailey / Narrador
- 1998: From the Earth to the Moon (minisèrie): Trudy Cooper
- 1999: A Cooler Climate (TV):Iris
- 2000: La força de l'amor (Where the Heart Is): Mama Lil
- 2000: David Copperfield (TV): Tia Betsey Trotwood
- 2000: ER (TV): Maggie Wiczenski
- 2001: Say It Isn't So: Valdine Wingfield
- 2002: The Court (sèrie TV): Justice Kate Nolan
- 2003: Una rossa molt legal 2 (Legally Blonde 2: Red, White & Blonde): Rep. Victoria Rudd
- 2005: Two Weeks: Anita Bergman
- 2006 a 2011: Brothers & Sisters (sèrie TV): Nora Walker
- 2008: The Little Mermaid: Ariel's Beginning: Marina Del Rey (veu)
- 2012: The Amazing Spider-Man: May Reilly Parker
- 2012: Lincoln: Mary Todd Lincoln
- 2014: The Amazing Spider-Man 2: May Reilly Parker
- 2015: Hello, My Name Is Doris: Doris Miller
- 2017: Little Evil: Miss Shaylock
- 2018: Maniac (sèrie TV): Dr. Greta Mantleray
- 2020: Dispatches from Elsewhere (sèrie TV): Janice Foster
- 2022: Spoiler Alert: Marilyn Cowan
- 2022: Winning Time: The Rise of the Lakers Dynasty (sèrie TV): Jessie Buss
- 2023: 80 for Brady: Betty

### Com a productora
- 1991: Dying Young
- 1995: A Woman of Independent Means (fulletó TV)
- 1996: The Christmas Tree (TV)
- 1997: The Lost Children of Berlin

### Com a directora
- 1996: The Christmas Tree (TV)
- 2000: Beautiful

## Premis i nominacions

### Premis
- 1976: Primetime Emmy a la millor actriu en minisèrie o telefilm per Sybil
- 1979: Premi a la interpretació femenina al Festival de Cannes per Norma Rae
- 1980: Oscar a la millor actriu per Norma Rae
- 1980: Globus d'Or a la millor actriu dramàtica per Norma Rae
- 1985: Oscar a la millor actriu per En un racó del cor
- 1985: Globus d'Or a la millor actriu dramàtica per En un racó del cor
- 1996: Berlinale Camera
- 2001: Primetime Emmy a la millor actriu convidada en sèrie dramàtica per ER
- 2007: Primetime Emmy a la millor actriu en sèrie dramàtica per Brothers & Sisters

### Nominacions
- 1978: Globus d'Or a la millor actriu musical o còmica per Smokey and the Bandit
- 1982: Globus d'Or a la millor actriu dramàtica per Sense malícia
- 1983: Globus d'Or a la millor actriu musical o còmica per Kiss Me Goodbye
- 1986: Globus d'Or a la millor actriu musical o còmica per Murphy's Romance
- 1990: Globus d'Or a la millor actriu dramàtica per Magnòlies d'acer
- 1995: BAFTA a la millor actriu secundària per Forrest Gump
- 1995: Primetime Emmy a la millor minisèrie per A Woman of Independent Means
- 1995: Primetime Emmy a la millor actriu en minisèrie o especial per A Woman of Independent Means
- 1996: Globus d'Or a la millor actriu en minisèrie o telefilm per A Woman of Independent Means
- 2000: Primetime Emmy a la millor actriu en minisèrie o telefilm per A Cooler Climate
- 2003: Primetime Emmy a la millor actriu convidada en sèrie dramàtica per ER
- 2008: Globus d'Or a la millor actriu en sèrie dramàtica per Brothers & Sisters
- 2008: Primetime Emmy a la millor actriu en sèrie dramàtica per Brothers & Sisters
- 2009: Globus d'Or a la millor actriu en sèrie dramàtica per Brothers & Sisters
- 2009: Primetime Emmy a la millor actriu en sèrie dramàtica per Brothers & Sisters
- 2013: Oscar a la millor actriu secundària per Lincoln
- 2013: Globus d'Or a la millor actriu secundària per Lincoln
- 2013: BAFTA a la millor actriu secundària per Lincoln